# L'Amour des garçons en pays arabo-islamique : XVIe-XVIIIe siècle
L'Amour des garçons en pays arabo-islamique : XVIe-XVIIIe siècle (titre original : Before Homosexuality in the Arab‐Islamic World, 1500–1800, soit littéralement « Avant l'homosexualité dans le monde arabo‐islamique, 1500–1800 ») est un livre de Khaled El-Rouayheb publié en 2005 par l'University of Chicago Press et paru en traduction française en 2010 chez Epel édition, dans la collection « Grands classiques érotologie ».
La thèse soutenue par El-Rouayheb est que le concept occidental moderne d'homosexualité n'existait pas dans le monde arabo-islamique avant le XIXe siècle,,. El-Rouayeb se situe dans le sillage de Michel Foucault pour qui l'« homosexualité » est une construction liée à des conditions historiques ; il s'oppose à une vision essentialiste selon laquelle l'homosexualité est une catégorie de pensée présente partout et depuis toujours avec son contenu actuel. Selon El-Rouayheb l'importation d'attitudes européennes, qui a commencé au XIXe siècle pendant la période coloniale, a affecté la manière de concevoir l'homosexualité dans le monde arabo-islamique. 
L'auteur fonde son analyse sur l'étude d’œuvres littéraires arabes (adab), de dictionnaires biographiques, de chroniques, de journaux de voyage écrits par des sujets de l'Empire ottoman et des Européens, de traités mystiques, d'interprétations juridiques du Coran et de la charia, ainsi que sur l'étude d'interprétations religieuses du Coran et de la charia,.

## Résumé
Avant le XIXe siècle, les pays du Moyen-Orient avaient des manières multiples d'envisager les désirs entre personnes de même sexe, et non un conception globale de l'homosexualité. Les relations que l'on dirait aujourd'hui homosexuelles étaient selon les cas tolérées ou prohibées, affichées ou dissimulées. Certains comportements qui ont pu passer par la suite pour déviants, étaient perçus à l'époque comme normaux et les savants utilisaient des termes variés pour désigner ce qui est aujourd'hui subsumé sous un seul mot. La loi religieuse elle-même est « loin d'être monolithique dans ce qu'elle considère comme illégal et ce qu'elle recommande comme punition pour un comportement illéga l». Selon El-Rouayheb, le XIXe siècle est une période de bouleversement dans l'appréhension du genre, au cours de laquelle le Moyen-Orient adopte la réprobation de l'Angleterre victorienne à l'égard de l'homosexualité.
L'ouvrage est divisé en trois chapitres. 

### Chapitre 1
Le livre s'ouvre par une citation de Quentin Skinner selon laquelle des  sociétés distinctes engendrent des concepts différents ; aucun concept n'est général ou intemporel.  
Dans le premier chapitre, « Pédérastes », l'auteur montre que la distinction majeure n'opposait pas, avant le XIXe siècle, hétérosexualité et homosexualité, mais les rôles actif et passif dans la relation sexuelle. Le fait d'occuper le rôle « réceptif » était considéré comme problématique, non la relation érotique entre hommes en elle-même.

### Chapitre 2
Dans le chapitre deux, « Esthètes », El-Rouayheb analyse la poésie amoureuse où la célébration de la beauté des garçons par des poètes de sexe masculin est un thème traditionnel ; voir l'article Poésie homoérotique hispano-arabe. L'expression littéraire d'un désir pour la beauté juvénile n'était pas perçue comme une infraction morale, quel que soit le sexe. Cette poésie manifeste « une sensibilité esthétique générale envers la beauté humaine sous la forme de femmes ou de jeunes imberbes ».
L'érotisme a également fait l'objet d'interprétations mystiques en islam. Le mystique Abd al-Ghani al-Nabulsi (en) (1640-1731) écrit ainsi un traité sur le caractère licite de l'amour pour les jeunes éphèbes, où il avance l'idée selon laquelle « quiconque condamne le regard porté sur la beauté est un mécréant », et où il rapproche le mystique en admiration devant l'éphèbe, des anges qui se prosternent devant Adam.

### Chapitre 3
Le troisième chapitre, « Sodomites », traite de la manière dont les quatre principales écoles de droit islamique considèrent les activités homosexuelles. Les distinctions opérées par les juristes islamiques  sont « sans rapport avec notre grande division entre les orientations homosexuelle et hétérosexuelle », résume Donald Boisvert dans son compte rendu du livre. La poésie qui exprime l'amour entre hommes était autorisée,. «Tomber amoureux d'un garçon était considéré comme un acte involontaire et hors du champ des préoccupations religieuses ». Les baisers et les caresses sont jugés moins sévèrement que les relations anales,. « Les actes homoérotiques qui n'impliquaient pas de pénétration n'étaient même pas considérés comme des péchés majeurs ». Les femmes ne commettant pas d'acte de pénétration, ce que l'on appelle aujourd'hui lesbianisme ne faisait pas l'objet de discussions juridiques. 
Les écoles juridiques islamiques diffèrent entre elles sur certains points. Par exemple, l'école hanafite, école officielle de l'Empire ottoman, établissait une équivalence entre les relations anales entre hommes d'une part, et les rapports vaginaux illicites entre un homme et une femme, d'autre part ; les deux types de relations étant punissables au même titre. Une autre école non reconnue par l'Empire ottoman, celle de l'Imamı Shı'ı, considère les relations anales entre hommes comme différentes et les  punit plus sévèrement ; cette école cependant n'avait pas de reconnaissance officielle sous l'Empire ottoman.
Les juristes musulmans ont produit des concepts permettant de diminuer la sévérité des peines. Ainsi par exemple, ils allèguent le principe de « dissimuler » ou « voiler » (satr), selon lequel « les infractions sexuelles devraient être ignorées lorsque leur révélation et leur punition seraient eux-mêmes pornographiques ».
De plus les juristes ont introduit maintes circonstances atténuantes pour les comportements sexuels illicites, alléguant de possibles confusions en raison de la ressemblance (shubhah) entre un acte et un autre, par exemple, « la ressemblance entre payer un prostitué et donner une dot à une épouse ».

### Conclusion
La conclusion évoque l'importation des attitudes européennes homophobes liée à la domination coloniale, qui modifie les attitudes arabo-islamiques envers l'homosexualité. Les poèmes homoérotiques sont expurgés des anthologies littéraires et condamnés. Le terme qui renvoie au sens moderne d'homosexualité, «shudhūdh jinsī», date du XXe siècle ; il « cimente l'opinion émergente que toutes les formes d'attirance passionnée pour les garçons sont des signes équivalents de “maladie” et de “dépravation” », écrit Khaled El-Rouayheb. Cette nouvelle notion est symptomatique d'«un impressionnant changement culturel», souligne Frédéric Lagrange dans son compte rendu de l'ouvrage.

## Réception
Outre la traduction française, le livre a fait l'objet également d'une traduction en slovène en 2012.
KT Yip de l'université de Nottingham Trent résume ainsi le propos de l'auteur : « il est tentant d'universaliser, mais nous devons faire preuve d'humilité et de prudence, prendre au sérieux les spécificités historiques et culturelles dans notre exploration de l'homosexualité » ; il juge ce message  « d'une grande importance (...) d'un point de vue interculturel en particulier ».
Vern L. Bullough de l'université d'État de New York recommande ce livre qui aide « à mieux comprendre la complexité de l'homosexualité ».
Pour Thomas Eich, auteur d'une critique du livre pour Die Welt des Islams, l'ouvrage est « une contribution majeure à l'histoire de l'homosexualité au Moyen-Orient ». Il a fait valoir cependant qu'il est peut-être trop simple de dire que les attitudes victoriennes avaient seules déterminé le changement des attitudes du Moyen-Orient concernant l'homosexualité : « l'inclusion de régions arabes dans l'Empire mongol, ainsi que la migration des peuples turcs, ont pu éventuellement entraîné des changements dans les concepts de genre ».

## L'auteur
Khaled El-Rouayheb, né au Liban en 1970, a fait des études de philosophie à l'université de Copenhague, d'histoire à l'université américaine de Beyrouth, et de «Arabic and islamic studies» à l'université de Cambridge. Il a rédigé une thèse de doctorat sur le thème de l'homosexualité dans le monde arabo-islamique, sous la direction de Basim Musallam, à l'Université de Cambridge, thèse qu'il a révisée pour publier cet ouvrage. À partir de 2006, El-Rouayheb est chercheur postdoctoral à l'université de Cambridge. Il est l'auteur de Relational Syllogisms & the History of Arabic Logic, 900-1900 (Brill, 2010), et de Islamic Intellectual History in the Seventeenth Century (Cambridge University Press, 2015).